# Pilea nummulariifolia
Pilea nummulariifolia är en nässelväxtart som först beskrevs av Olof Swartz, och fick sitt nu gällande namn av Hugh Algernon Weddell. Pilea nummulariifolia ingår i släktet pileor, och familjen nässelväxter. Utöver nominatformen finns också underarten P. n. klugii.

## Bildgalleri

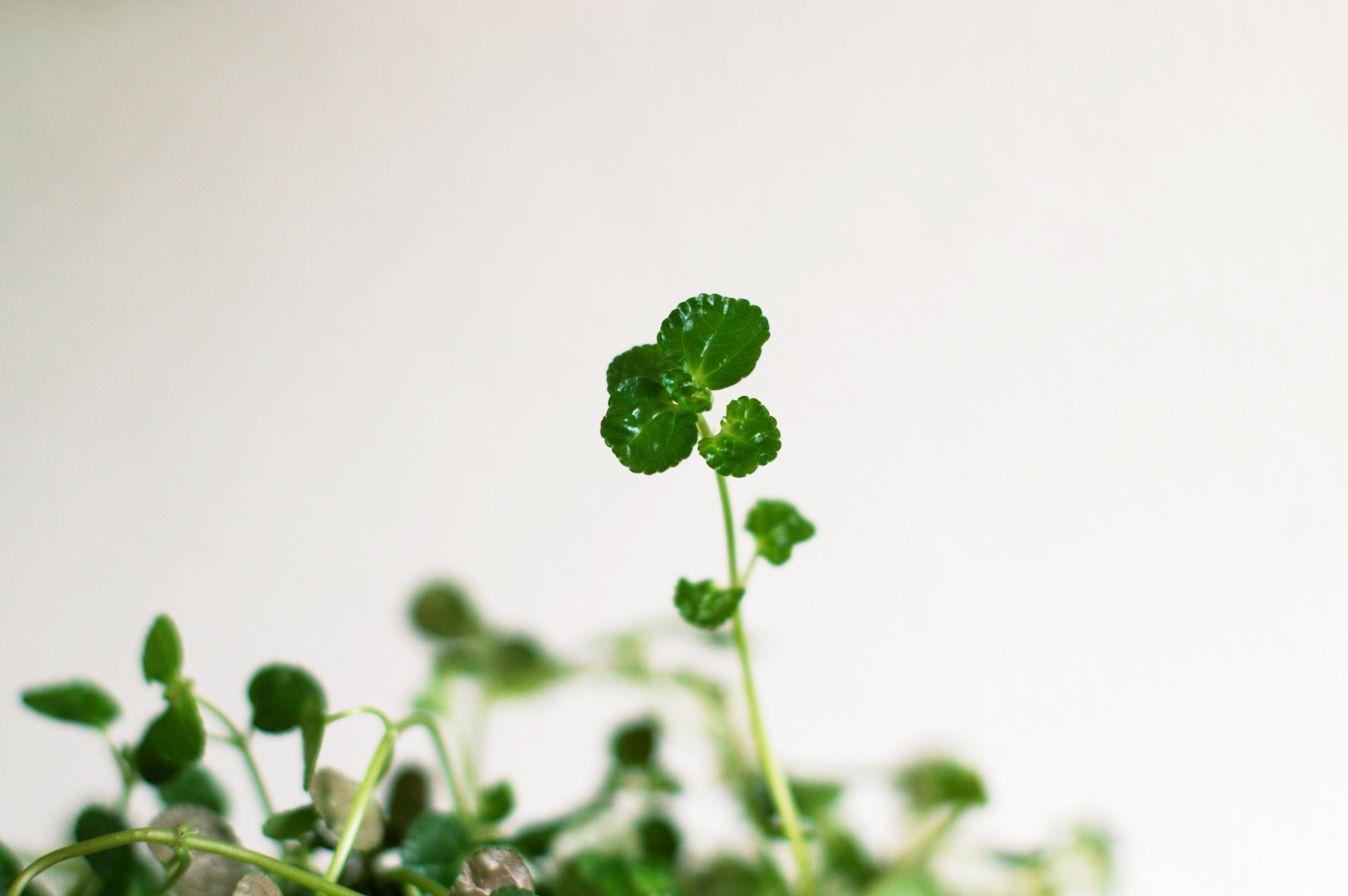
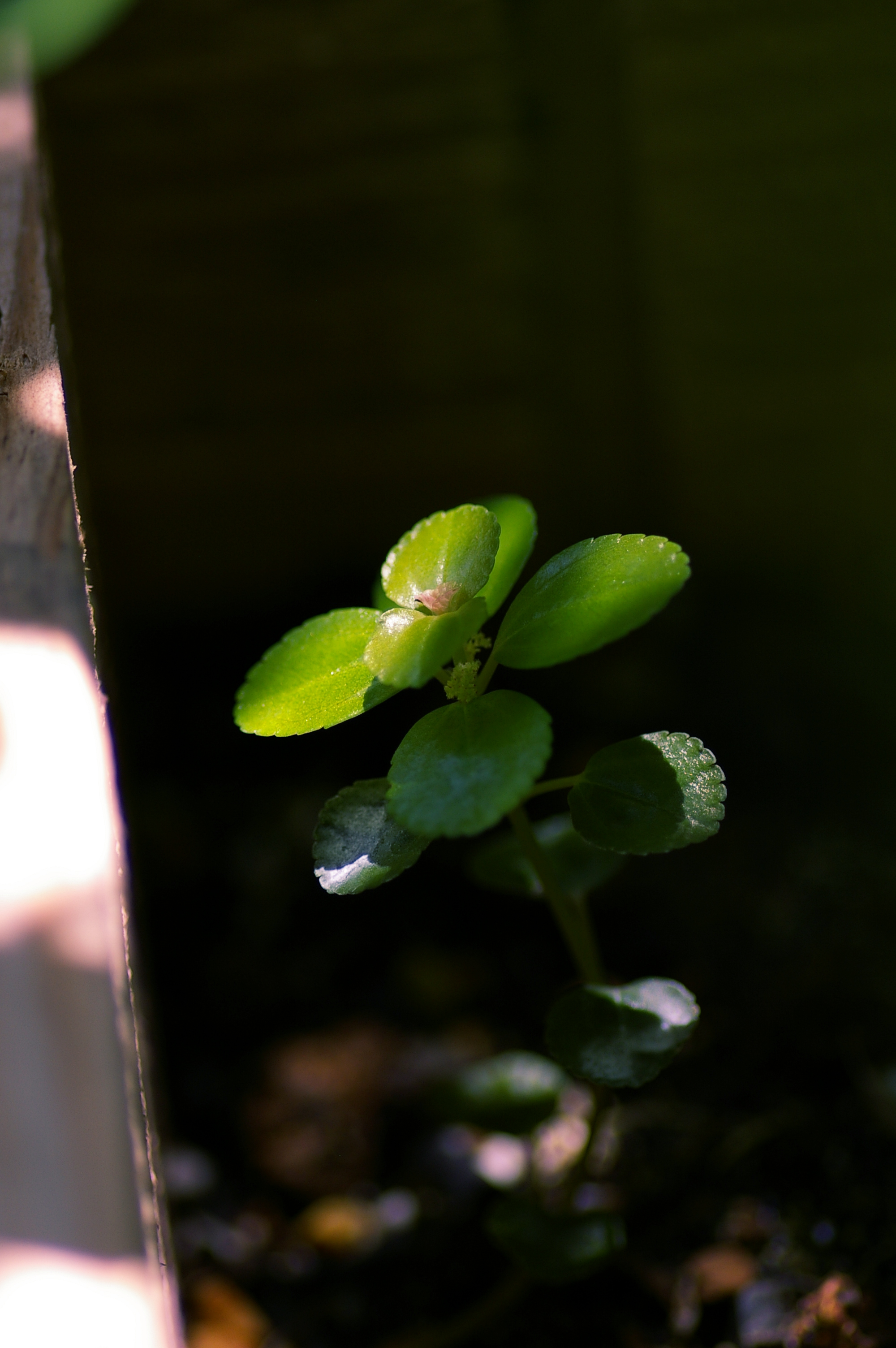
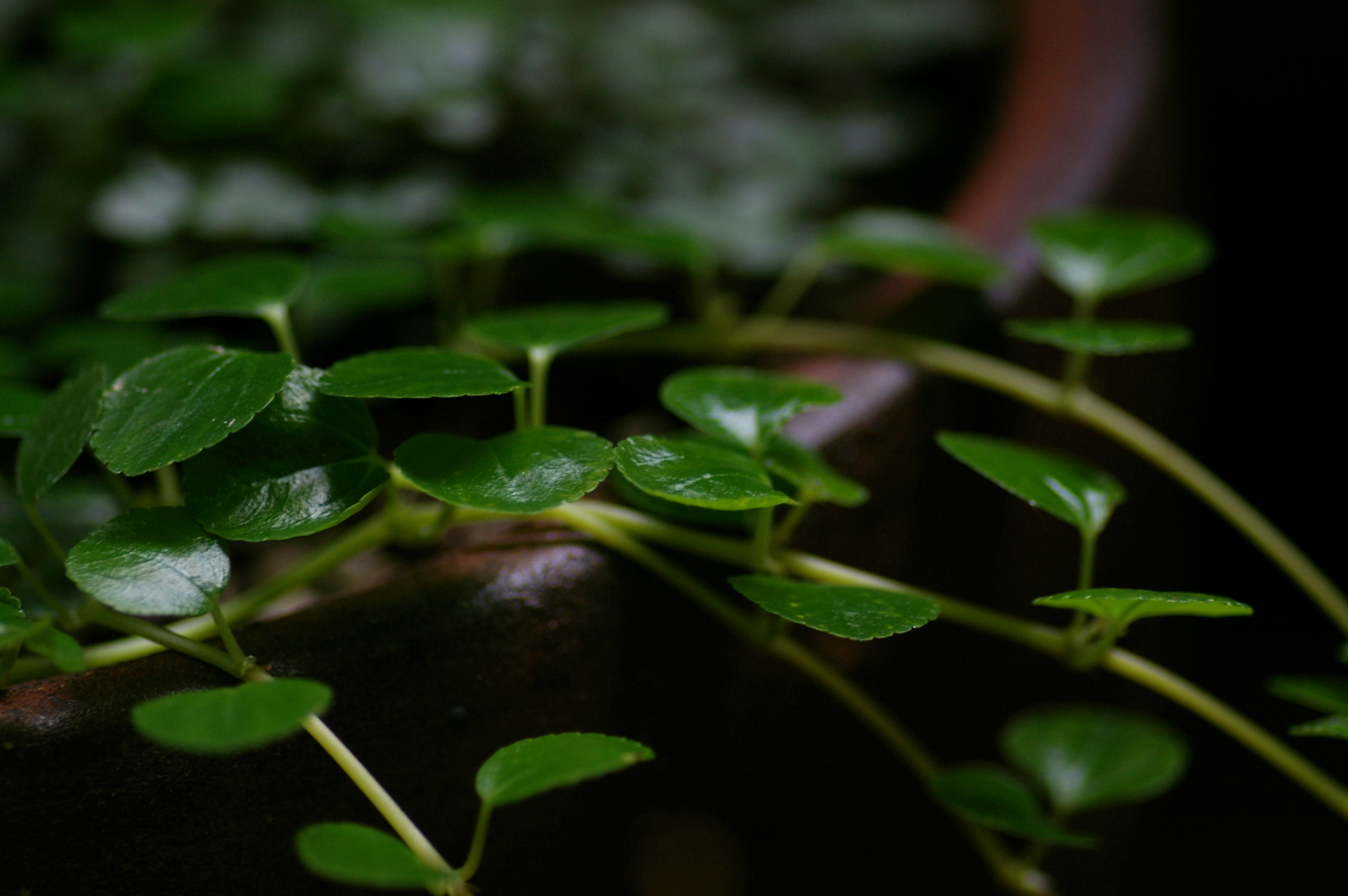
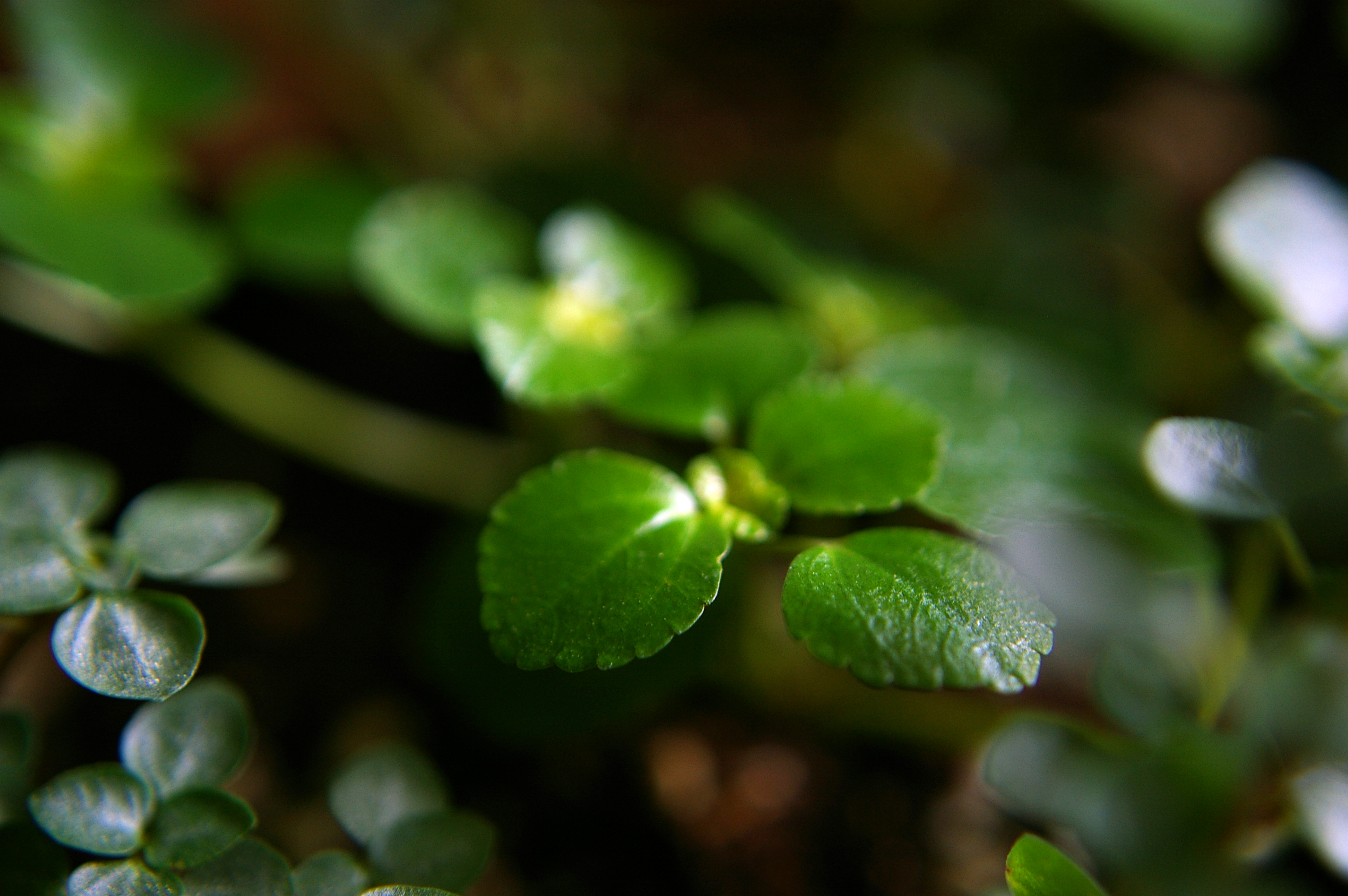
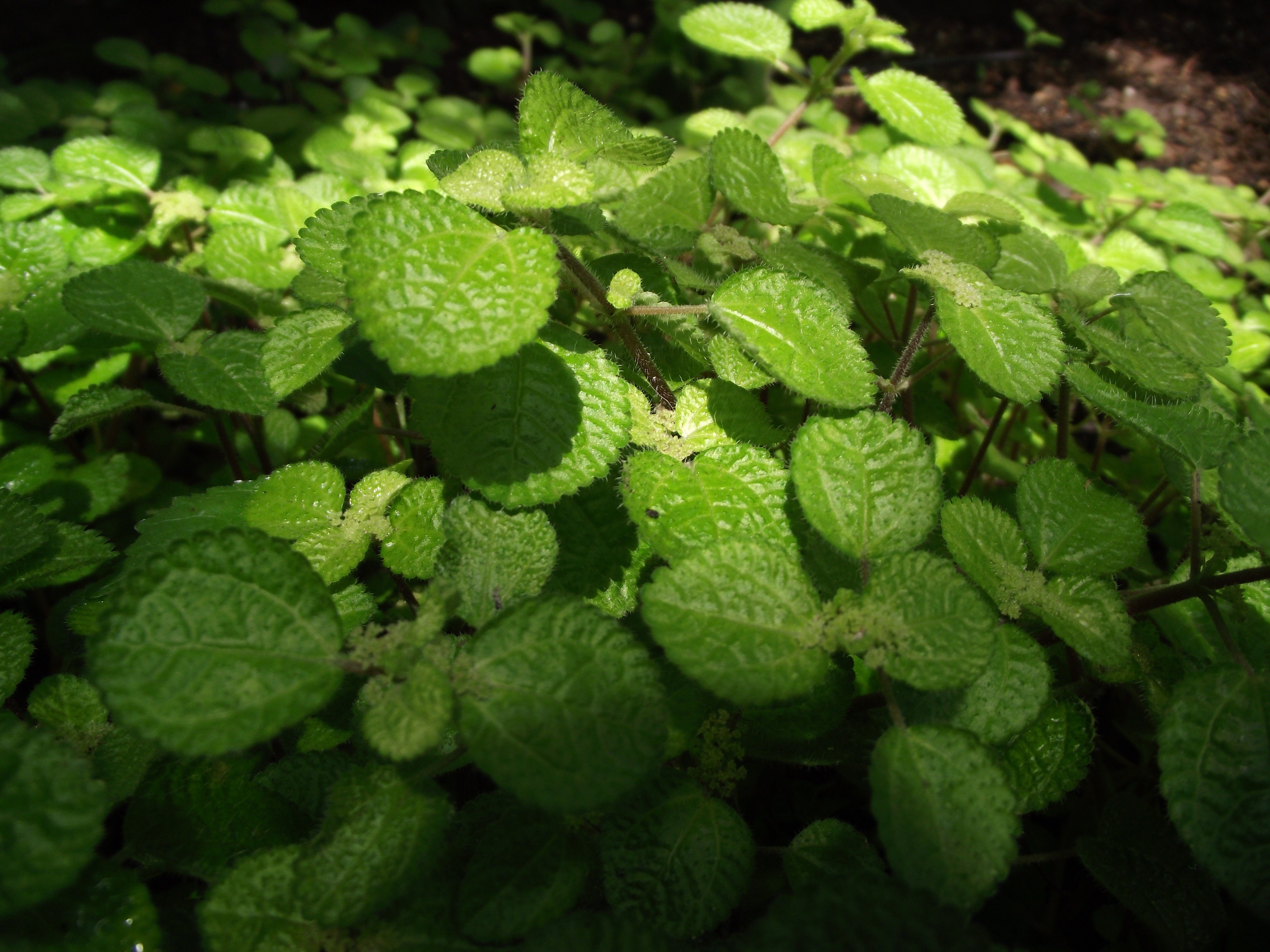
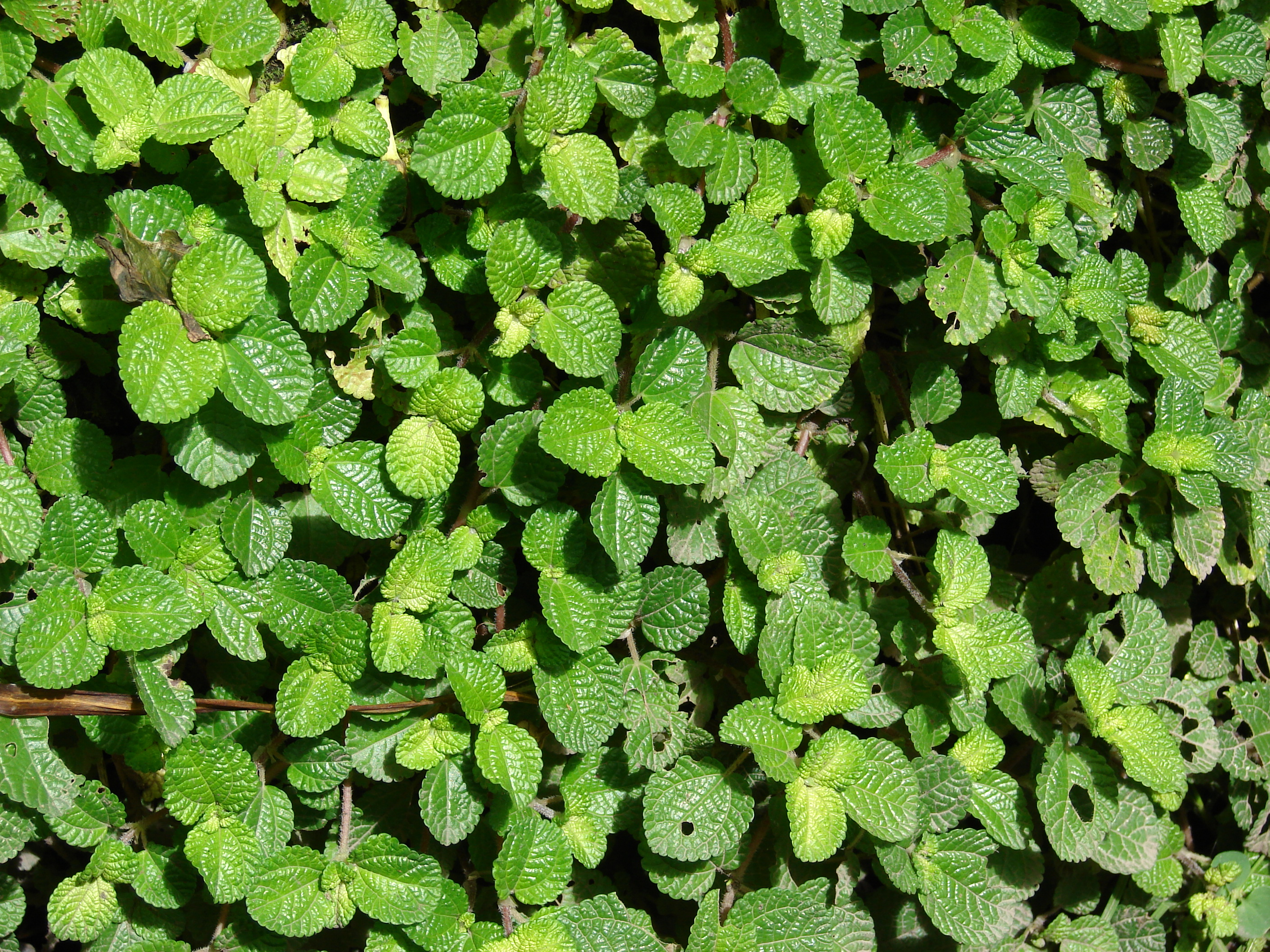